# Bari vár
A Castello Normanno-Svevo Bari városának egykori vára. 1132 körül építették II. Roger szicíliai király parancsára.

## Története
A normann alapítású várat 1156-ban I. Vilmos csapatai elpusztították, majd 1233-ban a Stauf II. Frigyes újjáépítette. Mindvégig a város legerősebb védműve volt és az Adriai-tengerbe nyúló földnyelvre épült Bari szárazföldi határait védte. A 16. század elején Sforza Bona lengyel királyné és egyben bari hercegnő tulajdona lett. Halála után visszatért a nápolyi királyok tulajdonába, akik megerősítették és kaszárnyának valamint börtönnek építtették át.

## Leírása
A várat három oldalán vizesárok vette körül, kivéve az északit, amely a tengerrel volt határos. Az egyetlen kapuja és a felvonóhíd a déli oldalon található. A ma is álló várfalakat a 14-15. században építették a korábbi falak megerősítésével. Az őrtorony még a Stauf uralom idején épült. A várban ma múzeum működik.